# 柯尔斯滕·邦布莱斯
柯尔斯滕·邦布莱斯（1973年—）是一位美国进化植物遗传学家，毕业于威斯康星大学麦迪逊分校，导师约翰·杜布利，2008年获麦克阿瑟奖，2009年加入哈佛大学任教，2019年加入苏黎世联邦理工学院。